# リンゴ村から
「リンゴ村から」（リンゴむらから）は、1956年にリリースされた三橋美智也のシングル。

## 解説
発売された1956年（昭和31年）頃は、農村から都市への人の流れが激しさを増した時期であり、農村に残った若者が都会に出た若者に呼びかけるという歌詞の内容は、人々に受け入れられ、最終的には270万枚を売り上げる大ヒット曲となった。三橋の全盛期を代表する楽曲の一つとなり、同年10月31日には大映から同名のタイトルで映画化されるが、初出場を果たした12月31日の第7回NHK紅白歌合戦では歌われなかった。

## 収録曲
- リンゴ村から
  - 作詞:矢野亮／曲:林伊佐緒

## カバー
- 津村謙「矢野亮作品集」（1964）
- 春日八郎「三橋美智也を歌う」（1970）
- 寺内タケシとブルージーンズ「エレキ一本演歌で勝負」（1970）※演奏のみ
- 都はるみ「はるみのお富さん」（1971）
- 藤圭子「演歌全集8枚組／故郷」（1973）
- 二葉百合子「涙で綴る　あゝ故郷」（発売年不明）

## 映画

### スタッフ
以下のスタッフ名は、映画.comに従った。
- 監督 - 斎村和彦
- 脚本 - 馬淵薫
- 原案 - 竹原和之
- 企画 - 久保寺生郎
- 製作 - 永田秀雅
- 撮影 - 宗川信夫
- 美術 - 高橋康一
- 音楽 - 飯田三郎
- 録音 - 西井憲一
- 照明 - 佐藤寛

### キャスト
以下の役名、出演者名は、映画.comに従った。
- 杉本浩一 - 梅若正義
- 父耕平 - 酒井三郎
- 母みね - 滝花久子
- 藤岡道子 - 近藤美恵子
- 母かよ - 岡村文子
- 父良介 - 川井脩
- 大野木達也 - 中江文男
- 大野木彦造 - 吉井莞象
- 泉千賀子 - 南左斗子
- 吉田秀夫 - 飛田喜佐夫
- 加藤光行 - 島田重雄
- 勝川陽子 - 瀬戸ヱニ子
- おたつ - 響令子
- 寮のおばさん - 橘喜久子
- アルサロの支配人 - 隅田一男
- アルサロのボーイ - 広川雅英
- アルサロの酔客 - 高村栄一
- 与太者 - 守田学